# 1 000 kilomètres de Fuji 1990 (All Japan)
Navigation
Édition précédente Édition suivante
Les 1 000 kilomètres de Fuji 1990 (officiellement appelés les 1990 All Japan Fuji 1000 km), disputés le 7 octobre 1990 sur le Fuji Speedway, ont été la cinquième et dernière manche du Championnat du Japon de sport-prototypes 1990.

## La course

### Classement de la course
Voici le classement officiel au terme de la course, :
- Les premiers de chaque catégorie du championnat du monde sont signalés par un fond jaune.
- Pour la colonne Pneus, il faut passer le curseur au-dessus du modèle pour connaître le manufacturier de pneumatiques.
- Les voitures ne réussissant pas à parcourir 75 % de la distance du gagnant sont non classées (NC).

| Pos  | Classe | no  | Écurie                             | Pilotes                                                | Châssis                             | Pneus | Tours | Temps                                            |
| Pos  | Classe | no  | Écurie                             | Pilotes                                                | Moteur                              | Pneus | Tours | Temps                                            |
| ---- | ------ | --- | ---------------------------------- | ------------------------------------------------------ | ----------------------------------- | ----- | ----- | ------------------------------------------------ |
| 1    | C1     | 39  | Toyota Team SARD                   | Roland Ratzenberger Naoki Nagasaka                     | Toyota 89C-V                        | D     | 224   | 5 h 57 min 15 s 832                              |
| 1    | C1     | 39  | Toyota Team SARD                   | Roland Ratzenberger Naoki Nagasaka                     | Toyota R36V 3,6 l V8 Turbo          | D     | 224   | 5 h 57 min 15 s 832                              |
| 2    | C1     | 23  | Nissan Motorsport                  | Kazuyoshi Hoshino Toshio Suzuki                        | Nissan R90CP                        | B     | 224   | + 1 min 18 s 708                                 |
| 2    | C1     | 23  | Nissan Motorsport                  | Kazuyoshi Hoshino Toshio Suzuki                        | Nissan VRH35Z 3,5 l V8 Turbo        | B     | 224   | + 1 min 18 s 708                                 |
| 3    | C1     | 2   | Alpha Racing                       | Stanley Dickens Will Hoy                               | Porsche 962C                        | B     | 219   | + 5 tours                                        |
| 3    | C1     | 2   | Alpha Racing                       | Stanley Dickens Will Hoy                               | Porsche Type-956 3,0 l Flat-6 Turbo | B     | 219   | + 5 tours                                        |
| 4    | C1     | 55  | Omron Racing                       | Eje Elgh Tomas Mezera (en)                             | Porsche 962C                        | D     | 214   | + 10 tours                                       |
| 4    | C1     | 55  | Omron Racing                       | Eje Elgh Tomas Mezera (en)                             | Porsche Type-935 3,0 l Flat-6 Turbo | D     | 214   | + 10 tours                                       |
| 5    | C1     | 24  | Nissan Motorsport                  | Masahiro Hasemi Anders Olofsson                        | Nissan R90CP                        | D     | 214   | + 10 tours                                       |
| 5    | C1     | 24  | Nissan Motorsport                  | Masahiro Hasemi Anders Olofsson                        | Nissan VRH35Z 3,5 l V8 Turbo        | D     | 214   | + 10 tours                                       |
| 6    | GTP    | 203 | Mazdaspeed                         | Maurizio Sandro Sala Yoshimi Katayama Tetsuya Ota (en) | Mazda 767B                          | D     | 211   | + 13 tours                                       |
| 6    | GTP    | 203 | Mazdaspeed                         | Maurizio Sandro Sala Yoshimi Katayama Tetsuya Ota (en) | Mazda 13J 2,6 l 4-Rotor             | D     | 211   | + 13 tours                                       |
| 7    | GTP    | 201 | Mazdaspeed                         | Pierre Dieudonné David Kennedy                         | Mazda 787                           | D     | 208   | + 16 tours                                       |
| 7    | GTP    | 201 | Mazdaspeed                         | Pierre Dieudonné David Kennedy                         | Mazda R26B 2,6 l 4-Rotor            | D     | 208   | + 16 tours                                       |
| 8    | GTP    | 230 | Pleasure Racing                    | Tetsuji Shiratori Shuji Fujii                          | Mazda 757                           | D     | 183   | + 41 tours                                       |
| 8    | GTP    | 230 | Pleasure Racing                    | Tetsuji Shiratori Shuji Fujii                          | Mazda 13G 2,0 l 3-Rotor             | D     | 183   | + 41 tours                                       |
| DSQ  | GTP    | 240 | Lenox Racing                       | Toshihiko Nogami Kazuhiko Oda                          | Mazda 757                           | D     | -     | Réparation moteur avec une assistance extérieure |
| DSQ  | GTP    | 240 | Lenox Racing                       | Toshihiko Nogami Kazuhiko Oda                          | Mazda 13G 2,0 l 3-Rotor             | D     | -     | Réparation moteur avec une assistance extérieure |
| Abd. | C1     | 37  | Toyota Team TOM'S                  | Hitoshi Ogawa Pierre-Henri Raphanel Masanori Sekiya    | Toyota 90C-V                        | B     | 189   | Transmission                                     |
| Abd. | C1     | 37  | Toyota Team TOM'S                  | Hitoshi Ogawa Pierre-Henri Raphanel Masanori Sekiya    | Toyota R36V 3,6 l V8 Turbo          | B     | 189   | Transmission                                     |
| Abd. | C1     | 7   | The Alpha Racing                   | Tiff Needell Derek Bell Anthony Reid                   | Porsche 962C                        | Y     | 167   | Suspension                                       |
| Abd. | C1     | 7   | The Alpha Racing                   | Tiff Needell Derek Bell Anthony Reid                   | Porsche Type-935 3,0 l Flat-6 Turbo | Y     | 167   | Suspension                                       |
| Abd. | C1     | 1   | Advan Alpha Racing                 | Kunimitsu Takahashi Kazuo Mogi                         | Porsche 962C                        | Y     | 124   | Accident                                         |
| Abd. | C1     | 1   | Advan Alpha Racing                 | Kunimitsu Takahashi Kazuo Mogi                         | Porsche Type-956/82 Flat-6 Turbo    | Y     | 124   | Accident                                         |
| Abd. | C1     | 33  | Takefuji (ja) Racing Team          | Johnny Herbert Rickard Rydell                          | Porsche 962C                        | D     | 110   | Accident                                         |
| Abd. | C1     | 33  | Takefuji (ja) Racing Team          | Johnny Herbert Rickard Rydell                          | Porsche Type-935 3,0 l Flat-6 Turbo | D     | 110   | Accident                                         |
| Abd. | C1     | 27  | FromA Racing                       | Akihiko Nakaya Volker Weidler Yukihiro Hane            | Porsche 962C                        | B     | 98    | Accident                                         |
| Abd. | C1     | 27  | FromA Racing                       | Akihiko Nakaya Volker Weidler Yukihiro Hane            | Porsche Type-956/82 Flat-6 Turbo    | B     | 98    | Accident                                         |
| Abd. | C1     | 85  | Cabin Racing Team With Team LeMans | Takao Wada Osamu Nakako                                | Nissan R90V                         | Y     | 97    | Transmission                                     |
| Abd. | C1     | 85  | Cabin Racing Team With Team LeMans | Takao Wada Osamu Nakako                                | Nissan VRH35 3,5 l V8 Turbo         | Y     | 97    | Transmission                                     |
| Abd. | GTP    | 202 | Mazdaspeed                         | Yojiro Terada Takashi Yorino                           | Mazda 787                           | D     | 39    | Transmission                                     |
| Abd. | GTP    | 202 | Mazdaspeed                         | Yojiro Terada Takashi Yorino                           | Mazda R26B 2,6 l 4-Rotor            | D     | 39    | Transmission                                     |
| Abd. | C1     | 88  | British Barn Racing Team           | Jiro Yoneyama Hisatoyo Goto Hideo Fukuyama             | British Barn BB90R                  | D     | 36    | Problèmes électriques                            |
| Abd. | C1     | 88  | British Barn Racing Team           | Jiro Yoneyama Hisatoyo Goto Hideo Fukuyama             | Ford Cosworth DFZ 3,5 l V8 Atmo     | D     | 36    | Problèmes électriques                            |
| Abd. | C1     | 100 | Trust Racing Team                  | George Fouché Steven Andskär                           | Porsche 962C GTi                    | D     | 20    | Moteur                                           |
| Abd. | C1     | 100 | Trust Racing Team                  | George Fouché Steven Andskär                           | Porsche Type-935 3,0 l Flat-6 Turbo | D     | 20    | Moteur                                           |
| Abd. | C1     | 36  | Toyota Team TOM'S                  | Hitoshi Ogawa Keiichi Suzuki Takuya Kurosawa (en)      | Toyota 89C-V                        | B     | 10    | Moteur                                           |
| Abd. | C1     | 36  | Toyota Team TOM'S                  | Hitoshi Ogawa Keiichi Suzuki Takuya Kurosawa (en)      | Toyota R36V 3,6 l V8 Turbo          | B     | 10    | Moteur                                           |

## Pole position et record du tour
- Pole position :  Hitoshi Ogawa /   Masanori Sekiya (#36 Toyota Team Tom’s) en 1 min 14 s 523
- Meilleur tour en course :   Masanori Sekiya (#36 Toyota Team Tom’s) en 1 min 20 s 998

## À noter
- Longueur du circuit : 4,470 km
- Distance parcourue par les vainqueurs : 737,550 km